# PC Gamer

Logotyp.

PC Gamer är en tidskrift om datorspel, grundad 1993 i England. Varje nummer innehåller recensioner, förhandstitlar, insändare och de senaste nyheterna inom datorspelsvärlden. Med varje nummer följde det också med en DVD-ROM innehållande bland annat speldemor, speltrailrar, modifikationer, och patchar. Men sedan våren 2009 finns DVD gamer endast på PC Gamers webbplats.